# Zonites nisyrius
Zonites nisyrius is een slakkensoort uit de familie van de Zonitidae. De wetenschappelijke naam van de soort is voor het eerst geldig gepubliceerd in 1997 door Riedel & Mylonas.